# شاه‌ماهی آمریکایی
شاه‌ماهی آمریکایی (نام علمی: Alosa sapidissima) نام یک گونه از سرده شاه‌ماهی رودخانه است.